# Ziad Aboultaif
Ziad Aboultaif (en arabe: زياد أبو لطيف) (né en 1966) est un homme politique canadien en Alberta originaire du Liban. Il représente la circonscription albertaine de Edmonton Manning à titre de député conservateur à partir de 2021.

## Biographie
Né à Aahia au Liban et druzes, Aboultaif immigre au Canada en 1990. Après son arrivée, il ouvre sa propre entreprise et devient copropriétaire de l'entreprise de distribution Axxess Furnitures Inc. d'Edmonton pendant 12 ans,,.
Il travaille sur plusieurs conseils d'administration de comité, ce qui l'amène à recevoir la médaille du centenaire de l'Alberta en 2005 et la médaille du jubilé de diamant d'Élisabeth II en 2012.

## Politique fédérale
Élu lors de l'élection fédérale de 2015, il entre au cabinet fantôme à titre de ministre du Revenu national jusqu'en 2017 avant de passer au gouvernement numérique,.
Réélu en 2019, il siège aux comités sur le Commerce international, sur les Opérations gouvernementales et prévisions budgétaires, sur la Pandémie de COVID-19, sur les Affaires étrangères et le Développement international, ainsi que sur les Finances et le Revenue national.
Aboultaif est réélu en 2021.

## Don d'organes
En 2003, Aboultaif fait un don partiel de foie à son fils. Dans le but d'accroître la coordination et la sensibilisation au don d'organes à travers le Canada, il présente sans succès le projet de loi privé C-223.